# Kamenice, Praha-východ
Kamenice là một làng thuộc huyện Praha-východ, vùng Středočeský, Cộng hòa Séc.